# Рјосуке Ирије
Рјосуке Ирије (јап. 入江 陵介, романизовано Irie Ryōsuke; Осака, 24. јануар 1990) јапански пливач чија ужа специјалност су трке леђним стилом. Вишеструки је национални првак и рекордер у тркама у великим и малим базенима, троструки учесник Олимпијских игара и освајач бројних медаља са Олимпијских игара, светских првенстава и Азијских игара. Поглашен је за најбољег пливача Јапана за 2013. по избору Јапанске пливачке федерације.
Дипломирао је право на Киндај универзитету у Осаки.

## Спортска каријера
Иако је научио да плива у најранијој животној доби, Ирије је озбиљније почео да тренира тај спорт доста касно, тек током средњошколског образовања. Пливање је почео да тренира на наговор мајке и старијег брата Шинпеја, који се такмичио на бројним првенствима широм земље. На почетку каријере тренирао је углавном прсни стил, али се убрзо преорјентисао на леђни стил који много више одговара пливачима ситније грађе.
Године 2005. победио је на националном првенству средњих школа у трци на 200 леђно, а већ годину дана касније дебитовао је и на међународној сцени такмичећи се за репрезентацију Јапана. Међународни деби је имао на Панпацифичком првенству у Викторији 2006, а у децембру исте године освојио је и прву медаљу у сениорској каријери, злато на Азијским играма у Дохи, у трци на 200 леђно.
На националном првенству одржаном током месеца априла 2008. успео је да исплива квалификационуу норму за наступ на ЛОИ 2008. у Пекингу. Ирије се на „својим” првим Олимпијским играма такмичио у трци на 200 леђно у којој је успео да се пласира у финале које је окончао на високом петом месту.
На пливачком митингу у Канбери (Аустралија) одржаном 10. маја 2009. испливао је нови јапански рекорд на 200 м леђно у времену 1:52,86, међутим ФИНА није признала његов резултат уз објашњење да је користио неодговарајући костим. Јапански пливачки савез је пак признао рекорд.
На светским првенствима у великим базенима је дебитовао у Риму 2009. где је освојио сребро на 200 метара леђно. Исте године учествовао је и на Летњој универзијади у Београду где је успео да се окити са три златне и једном сребрном медаљом.
Такмичио се и на светским првенствима у Шангају 2011, Барселони 2013, Казању 2015, Будимпешти 2017. и Квангџуу 2019, на којима је освојио још три медаље, једно сребро и две бронзе.
Представљао је Јапан на Летњим олимпијским играма 2012. у Лондону где је освојио три медаље, два сребра и бронзу. Сребрне медаље освојио је на 200 леђно и у трци штафета 4×100 мешовито, а бронзу у трци на 100 леђно. Такође је учествовао и на Играма у Рију 2016.